# Milton Bryan
Milton Bryan – wieś w Anglii, w hrabstwie ceremonialnym Bedfordshire, w dystrykcie (unitary authority) Central Bedfordshire. Leży 21 km na południowy zachód od centrum miasta Bedford i 60 km na północny zachód od centrum Londynu.